# Bistum San Rafael
Das Bistum San Rafael (lat.: Dioecesis Fororaphaëliensis, span.: Diócesis de San Rafael) ist eine in Argentinien gelegene römisch-katholische Diözese mit Sitz in San Rafael.
Es wurde am 10. April 1961 durch Papst Johannes XXIII. mit der Päpstlichen Bulle Ecclesia Christi aus Gebietsabtretungen des Erzbistums Mendoza errichtet und diesem als Suffraganbistum unterstellt.

## Bischöfe von San Rafael
- Raúl Francisco Primatesta, 12. Juni 1961–16. Februar 1965, dann Erzbischof von Córdoba
- Jorge Carlos Carreras, 12. Juni 1965–19. Juli 1969, dann Bischof von San Justo
- Oscar Félix Villena, 11. Februar 1970–11. April 1972
- León Kruk, 20. Januar 1973–7. September 1991
- Jesús Arturo Roldán, 9. November 1991–31. Mai 1996
- Guillermo Garlatti, 20. Februar 1997–11. März 2003, dann Erzbischof von Bahía Blanca
- Eduardo Maria Taussig, 21. Juli 2004–5. Februar 2022
- Carlos María Domínguez OAR, 11. Februar 2023–13. Februar 2025
  - Sedisvakanz seit 13. Februar 2025